# باشگاه فوتبال پیوزی ویل
باشگاه فوتبال پیوزی ویل (به انگلیسی: Pewsey Vale Football Club) یک باشگاه فوتبال در شهر پیوزی، کشور انگلستان است که در سال ۱۹۴۵ میلادی تأسیس شده‌است.